# Slovenski razkol
Slovenski razkol: okupacija, revolucija in začetki protirevolucionarnega upora je znanstvena monografija zgodovinarja in novinarja Jožeta Možine, v kateri avtor obravnava dogodke in vzroke, ki so v času druge svetovne vojne pripeljali do slovenskega razkola. Zaradi pozitivnega odziva med bralci je knjiga doživela več ponatisov.
Knjiga Slovenski razkol je zgodovinsko delo, ki z dokumenti in pričevanji obravnava pomembno vprašanje slovenske novejše zgodovine: zakaj in kako so Slovenci med drugo svetovno vojno spolzeli v oster narodni razkol, kdo je ta proces povzročil in kje se je vse skupaj začelo. Narodni razkol se je namreč tekom vojne krepil in razširil na celotno ozemlje ter s travmatičnimi posledicami sega še v sedanji čas.
Posebna značilnost knjige je uporaba doslej neznanih oz. neuporabljenih arhivov, fotografij in dokumentov, tudi desetletja zakopanega arhiva stražarjev, kar prinaša številna povsem nova odkritja, med drugim originalni medvojni osebni dnevnik Cirila Žebota, osebno korespondenco med voditeljico VOS Zdenko Kidrič in komunističnim voditeljem Edvardom Kardeljem in podobno. Kot sekundarni vir so v knjigi uporabljena tudi pričevanja oseb, ki so doživljale vojne dogodke. Knjiga je utemeljena na analizah podatkov o smrtnih žrtvah in povzročiteljih na različnih straneh, pridobljenih iz baze Inštituta za novejšo zgodovino v Ljubljani, kar je prikazano v grafih. Časovni poteki, ki jih prikazujejo grafi, omogočajo boljše razumevanje slovenskega razkola, ki se je v letih 1941 in 1942 začel v Ljubljanski pokrajini vzpostavljati med revolucionarnim (komunističnim) in protirevolucionarnim taborom. Grafični prikazi poteka vojne z vidika žrtev in povzročiteljev teh žrtev predstavljajo ključno konceptualno pridobitev za slovensko zgodovinopisje tega obdobja.